# Науель Морено
Науе́ль Море́но (ісп. Nahuel Moreno; справжнє ім'я: У́ґо Міґе́ль Бресса́но Капасе́те, ісп. Hugo Miguel Bressano Capacete; 24 квітня 1924 , Америка, Буенос-Айрес  — 25 січня 1987 , Буенос-Айрес ) — аргентинський політик, революційний соціаліст, один з провідних діячів латиноамериканського троцькістського руху, засновник Міжнародної ліги трудящих. Діяльність Морено охоплює понад сорок років активної участі в робітничому і революційному русі, зокрема як організатора низки політичних об'єднань, серед яких «Революційна робітнича партія» (ісп. Partido Obrero Revolucionario), «Соціалістична партія трудящих» (ісп. Partido Socialista de los Trabajadores), «Рух до соціалізму» (ісп. Movimiento al Socialismo).  
Морено відіграв важливу роль у розвитку троцькізму в Латинській Америці. Його політична активність охоплювала кілька етапів аргентинської історії — від доби перонізму до початку неоліберальних реформ — і супроводжувалася участю у профспілковому русі, тактичним електоралізмом і партійним будівництвом. Морено виступав за поєднання теоретичної підготовки з практичною роботою в середовищі трудящих, а також за інтернаціональне об'єднання революційних сил.  

## Життєпис

### Ранні роки та початок активізму
Уґо Капасете народився в заможній сім'ї землевласників. Батько Уґо був бухгалтером, а його дядьки ― впливовими активістами партії «Громадянський радикальний союз». У підлітковому віці переїхав до Буенос-Айреса для навчання та культурного життя. Любив відвідувати вистави «Театро дель Пуебло» ― першого незалежного театру в місті. У 17 років Уґо познайомився з ідеями марксизму ― моряк Хосе Луїс Фаральдо ввів його в гурток троцькістського теоретика Ектора Рауріча, що збирався в легендарному кафе «Тортоні» в Буенос-Айресі. 1941 року Морено вступив до щойно створеної Робітничої партії за соціалістичну революцію, але вже за кілька місяців розчарувався в ній. На початку 1942-го він приєднався до Ліги революційних робітників (ЛРО) на чолі з Ліборіо Хусто, який дав йому партійний псевдонім «Науель Морено» (слово nahuel означає «тигр» мовою араукано, а Moreno — на честь героя Аргентинської революції Маріано Морено). Однак невдовзі він покидає і ЛРО.
У 1943 році Морено разом з однодумцями заснував «Групу марксистів-робітників» (ГМР; ісп. Grupo Obrero Marxista), яка наступного року почала видавати газету «Френте пролетаріо». Свої перші програмні тези він виклав у документі «Партія» (грудень 1943), де наполягав на потребі створення революційної партії, міцно пов'язаної з робітничим рухом. ГМР уперше серйозно проявила себе в січні 1945 року, коли на пораду профспілкового діяча Матео Фосси підтримала великий страйк працівників м'ясокомбінату «Anglo-Ciabasa» в Авельянеді. Згодом молоді активісти переїхали жити в робітничий район Вілья Побладора, де завойовували авторитет серед пролетаріату. ГМР зайняла принципово незалежну позицію щодо розгортаного тоді пероністського руху; критикувала популістську політику «класової співпраці» режиму Хуана Домінґо Перона (на відміну від, приміром, руху «Монтонерос»). Науель Морено засуджував державний контроль профспілок пероністами та називав такий режим «напівтоталітарним».

### Політична діяльність в умовах перонізму

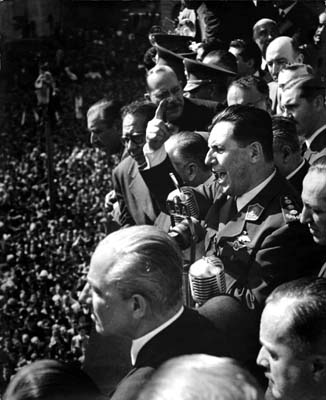
Президент Аргентини Хуан Домінґо Перон виголошує промову (1950)

У другій половині 1940-х Морено став одним з провідних троцькістських організаторів у Латинській Америці. Тоді він налагодив контакти з Четвертим інтернаціоналом (ЧІ): у 1948 році від ГМР Морено був делегатом на II Всесвітньому конгресі Четвертого Інтернаціоналу в Парижі. Там він уперше зустрівся з лідерами європейського троцькізму: Мішелем Пабло, Ернестом Манделем, Джеймсом Патріком Кенноном та іншими. Морено побачив, що багато закордонних троцькістів лишалися невеликими пропагандистськими гуртками, відірваними від масової боротьби. Він закликав інтернаціонал змінити цю ситуацію, вийшовши за межі теоретичних кіл, і сильніше вкоренитися в робітничому русі.
Повернувшись, Науель Морено брав участь у регіональній координації троцькістів: у грудні 1948 року в Буенос-Айресі він став одним з організаторів Латиноамериканської троцькістської конференції, де були присутні делегати від Аргентини, Чилі, Болівії, Уругваю, Перу та Бразилії. Того ж року ГМР переформатувалася в Революційну робітничу партію (РРП; ісп. Partido Obrero Revolucionario), розраховуючи стати офіційною секцією ЧІ. Проте керівництво Четвертого Інтернаціоналу на III конгресі (1951) визнало аргентинською секцією групу Хуана Посадаса, яка конкурувала з РРП; РРП рекомендували приєднатися до неї. Морено відмовився виконувати це рішення й далі діяв незалежно. 
У середині 1950-х Морено тимчасово змінив тактику: аби уникнути ізоляції, його прихильники провели колективний вступ (ентризм) до ліво-пероністської Соціалістичної партії національної революції (СПНР; ісп. Partido Socialista de la Revolución Nacional). Там моренівці очолили осередки в провінції Буенос-Айрес і видавали газету «Ла Вердад» («Правда»). Морено прагнув використати будь-яку легальну можливість для роботи з широкими масами, зберігаючи при цьому ідейну самостійність. Коли 1955 року стався військовий переворот проти Перона, Морено закликав робітників до активного опору диктатурі і підтримав рух опору. Після заборони PSRN (1956) моренівці створили мережу «робітничих опозиційних груп» у профспілках і відновили самостійну організацію. 1957 року вони почали випускати нову газету «Робітниче слово» (ісп. Palabra Obrera), навколо якої гуртувалися радикальні робітники-пероністи. Морено продовжував поєднувати боротьбу за вплив у масових рухах з різкою критикою пероністської бюрократії. Його активісти брали участь у координаційному органі «62 пероністських організацій», але використовували цю платформу для «викриття зрадницької політики профспілкових верхів».

### Діяльність у добу диктатур і повстань

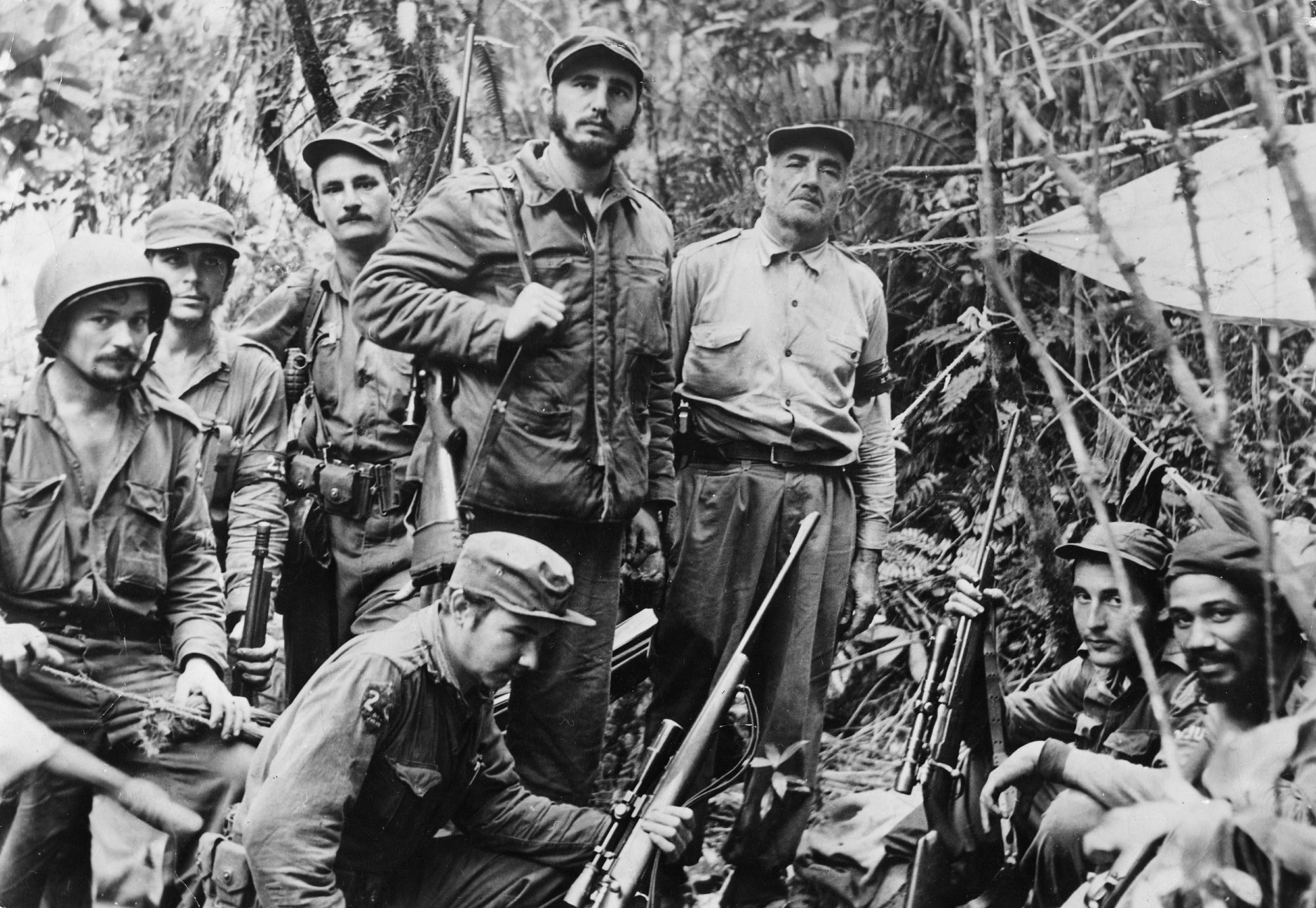
Фідель Кастро й ґеваристські партизани у Сьєрра-Маестрі під час Кубинської революції, 1956

На міжнародній арені Науель Морено отримав неоднозначну репутацію новатора. Спочатку він критично поставився до Кубинської революції 1959 року, назвавши уряд Фіделя Кастро дрібнобуржуазним режимом. Згодом, усвідомивши її значення, Морено скоригував позицію: його течія підтримала збройну боротьбу проти диктатур у Латинській Америці. Морено навіть пробував поєднувати троцькізм з певними висновками маоїзму та ґеваризму, стверджуючи, що для успіху революції в Латинській Америці необхідно творчо застосовувати ідеї Троцького з урахуванням місцевої специфіки. У 1962 році він особисто поїхав до Перу допомогти селянському рухові на чолі з відомим троцькістом Уґо Бланко. Коли влада почала репресії за звинуваченням в партизанстві, Морено змушений був тікати: спершу переховувався у Болівії, де також потрапив під арешт, а звільнившись ― повернувся до Аргентини, де його знову ув'язнили.
1963 року в Аргентині всередині групи «Робітничого слова» стався розкол: частина активістів на чолі з Анхелем Бенґочеа вимагала негайно перейти до партизанської боротьби за зразком Куби, в той час як Морено заперечував метод фокізму Че Ґевари. Морено виклав свої аргументи проти партизанської тактики у відомій роботі «Два методи перед обличчям латиноамериканської революції» (1964), де захищав леніністську стратегію збройного повстання за підтримки мас, на противагу розрізненим збройним осередкам. Тим часом його організація об'єдналася з революційно-націоналістичною групою братів Роберто та Франсіско Сантучо: результатом стала поява нової Революційної партії трудящих (РПТ; ісп. Partido Revolucionario de los Trabajadores) у 1965 році. Формально РПТ проголосила вірність Четвертому Інтернаціоналу, і Морено увійшов до її центрального керівництва нарівні з Роберто Сантучо. Проте співіснування двох ліній в РПТ тривало недовго: на тлі загострення соціальної боротьби (страйки і повстання «Кордобасо» 1969 року) Сантучо наполягав на переході до партизанської війни, тоді як Морено виступав за збереження партії в легальному робітничому русі та класичний шлях пролетарського повстання. На початку 1968 року РПТ розкололась на дві фракції: «Ла Вердад» під керівництвом Морено та «Ель Комбатієнте» на чолі з Сантучо. Морено зберіг контроль над прихильниками в профспілках та робітничих центрах, продовживши політичну боротьбу легальними методами.

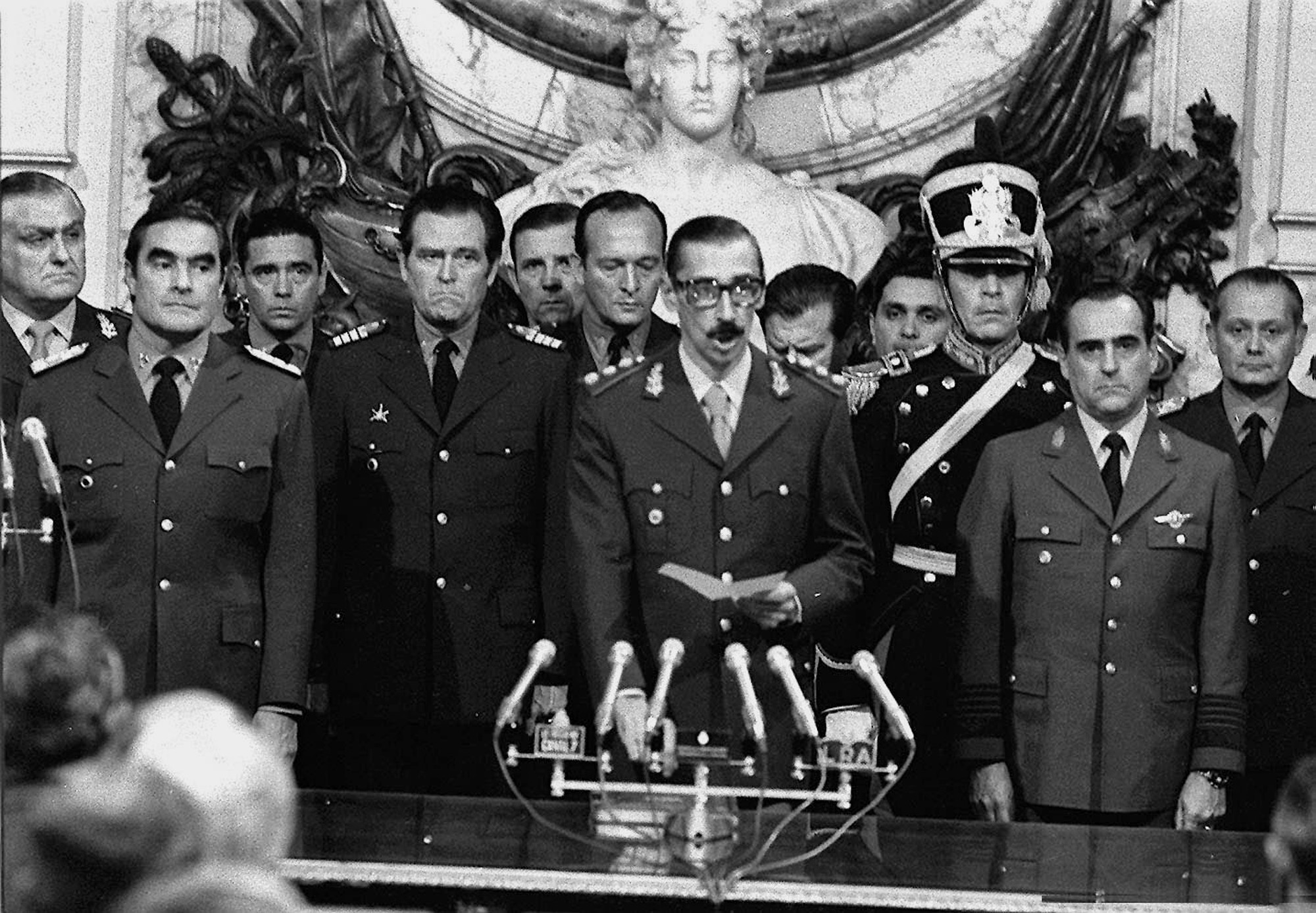
Хорхе Рафаель Відела (посередині) стає диктатором Аргентини після вдалого державного перевороту, 1976

На початку 1970-х моренівці реорганізували свої сили в Соціалістичну партію трудящих (СПТ; ісп. Partido Socialista de los Trabajadores), засновану 1972 року. СПТ активно діяла як у вуличних протестах і страйках, так і на виборах, ведучи принципову полеміку проти партизанів-ґеваристів та пероністів, які надіялися на повернення Перона. Морено попереджав, що прихід Перона до влади не вирішить соціально-економічних проблем, що, згодом, виправдалося: вже 1975 року, за президента Ісабель Перон, стався загальний страйк, а країна поринула в кризу. Після військового перевороту 1976 року та становлення віделівської диктатури діяльність СПТ була криміналізована. СПТ зазнавала серйозних ударів від панівного режиму, який руками ультраправих загонів убив 16 членів партії. Морено був змушений емігрувати, оселившись у Боготі (Колумбія), звідки продовжував координувати діяльність аргентинських товаришів у підпіллі.
1979 року, під час Нікарагуанської революції, Науель Морено ініціював створення Бригади Сімона Болівара ― інтернаціонального загону латиноамериканських лівих добровольців, що воювали проти диктатури Сомоси пліч-о-пліч з сандиністами. Ця тактика мала на меті поширити троцькістський вплив у новій революції, але призвела і до конфліктів з деякими силами, які вважали неприйнятним тісний союз з націоналістичними партизанами. 
Після падіння диктатури 1983 року Морено повернувся на батьківщину. Його підпільна партійна структура, що вижила у роки терору, виросла у нову партію: Рух до соціалізму (РДС; ісп. Movimiento al Socialismo). РДС став найчисленнішою лівою партією Аргентини 1980-х і, як стверджували моренівці, найбільшою троцькістською партією у світі на той час. Морено тоді вдалося міцно вкорінити троцькістський рух у профспілках та молодіжних колах. 

### Заснування МЛТ–ЧІ

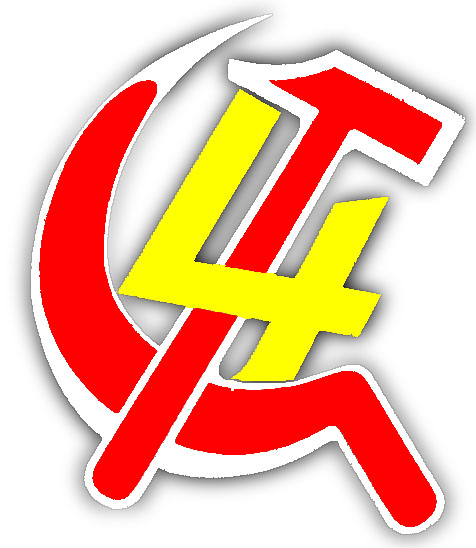
Логотип «Міжнародної ліги трудящих»

Накопичений досвід переконав Морено в необхідності оновлення й об'єднання розрізнених ортодоксальних троцькістських груп. Після років співпраці та дискусій з Об'єднаним Секретаріатом Четвертого Інтернаціоналу (керованим послідовниками Манделя) мореністи вирішили створити окрему міжнародну організацію. У січні 1982 року в Боготі Науель Морено ініціював заснування Міжнародної ліги трудящих – Четвертого Інтернаціоналу. Ця нова структура постала зі скликання Надзвичайної конференції, на яку зібралися його прихильники (так звана «Болівійська фракція») після розриву з Об'єднаним Секретаріатом, а також кілька груп з інших течій (частина прихильників П'єра Ламбера приєдналася до МЛТ). 
Новостворена МЛТ–ЧІ проголосила своєю метою «відбудову Четвертого Інтернаціоналу» на революційних засадах. Ліга запровадила демократичний централізм у своїй діяльності й почала видавати теоретичний журнал «Коррео інтернасьйональ» (Міжнародна кореспонденція). Протягом 1980-х найбільші секції Ліги діяли в Аргентині та Бразилії, а загалом до МЛТ долучилися партії та групи з десятків країн світу. У той період МЛТ була однією з найдинамічніших частин латиноамериканського троцькістського руху.
Формальним приводом для розриву з Об'єднаним Секретаріатом стали різночитання тактики в Центральній Америці (зокрема, участь мореністської бригади в Нікарагуанській революції) та оцінки перспектив революційної боротьби в епоху після диктатур. МЛТ–ЧІ донині діє як окрема міжнародна троцькістська організація.

### Смерть і спадщина

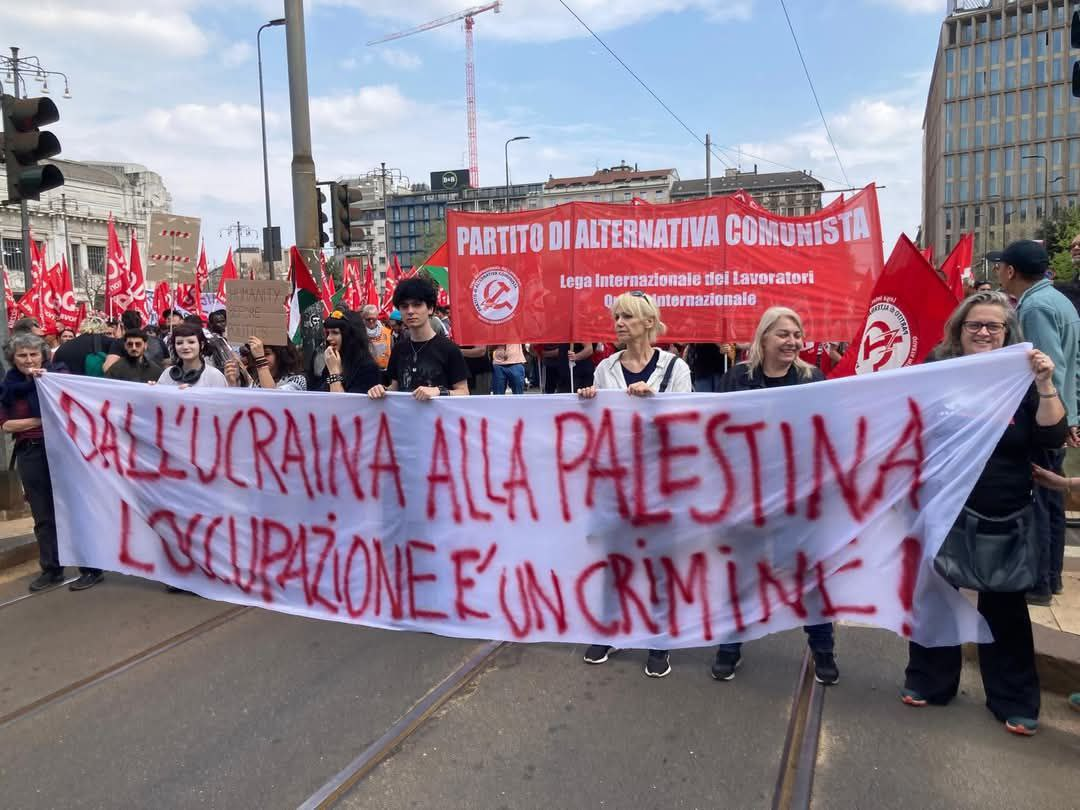
Представники італійської секції МЛТ на демонстрації в підтримку Палестини та України, 2025

Науель Морено помер 25 січня 1987 року в Буенос-Айресі у віці 62 років. Його соратники в МЛТ провели низку екстрених нарад, щоб осмислити подальший шлях без свого лідера. Упродовж кінця 1980-х – початку 1990-х МЛТ пережила серйозну кризу і серію розколів, але, попри все, організація існує понині та продовжує брати участь у політичному житті Америки та Європи.
Науель Морено зробив значний внесок у розвиток троцькістського руху, запропонувавши низку підходів до побудови революційної партії, адаптованих до умов Латинської Америки. Основу його політичної стратегії становила орієнтація на робітничий клас і переконання в необхідності участі революційних соціалістів у масових рухах і страйках. Він відстоював тактику «походу до мас» як альтернативу сектантській замкненості, закликаючи поєднувати політичну пропаганду з безпосередньою участю у класових конфліктах. Його організації використовували як ентризм, так і участь у виборах, наголошуючи при цьому на політичній незалежності пролетарської партії. Подібна тактична гнучкість у поєднанні з прихильністю до ортодоксального троцькізму була характерною рисою думки Науеля Морено.
Після смерті Морено в 1987 році його політична спадщина залишалася предметом дискусій. Його стратегічна орієнтація на робітничий рух, критика партизанських методів боротьби та прагнення зберегти політичну незалежність революційної організації справили вплив на низку сучасних лівих партій, особливо в Латинській Америці. 